# Archäologisches Museum Şanlıurfa

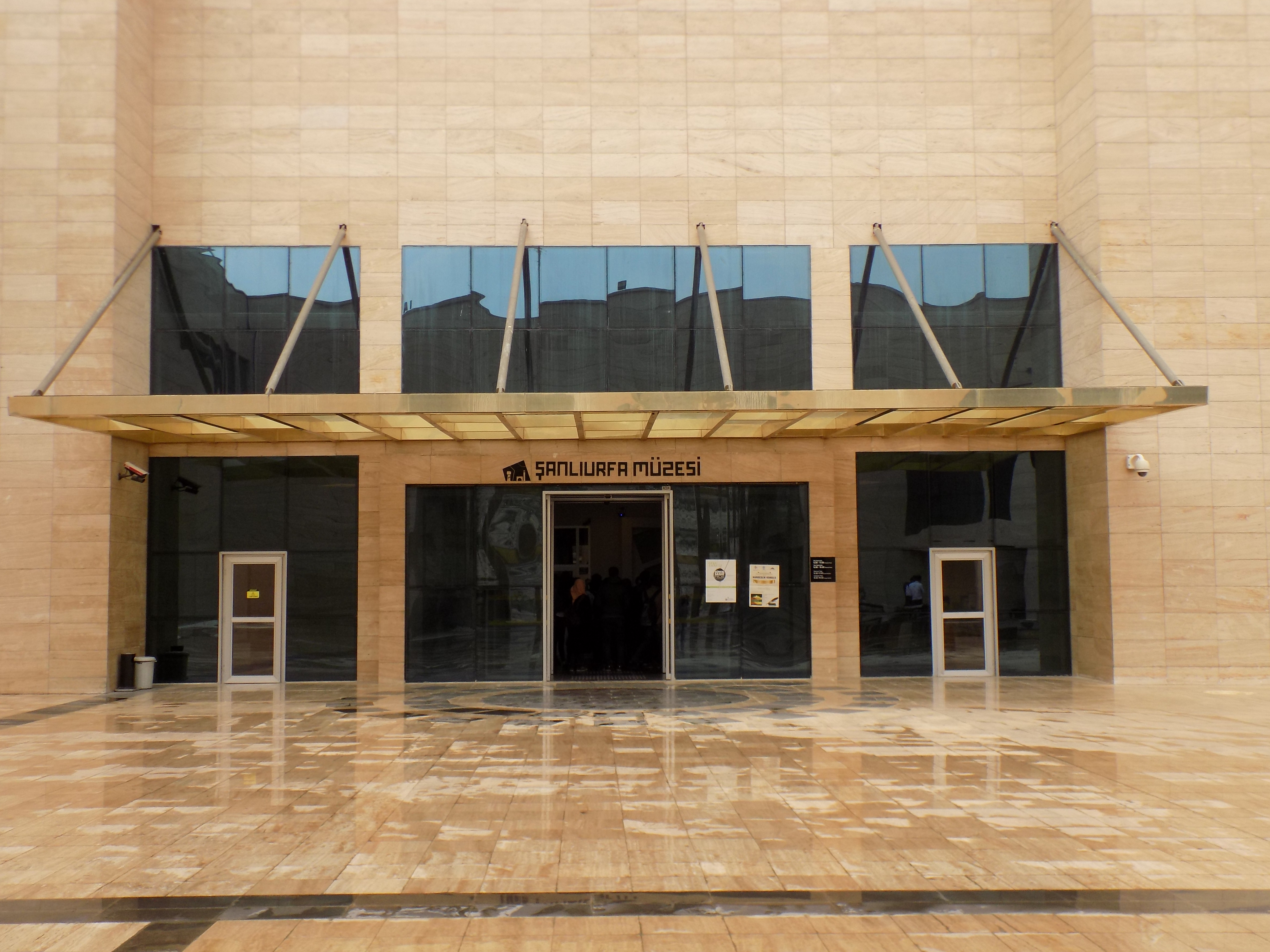

Das Archäologische Museum Şanlıurfa (türkisch Şanlıurfa Müzesi) lag in der Çamlık Caddesi im Zentrum der Provinzhauptstadt Şanlıurfa im Südosten der Türkei. Im Museum sind archäologische Funde der näheren und weiteren Umgebung der Stadt, darunter aus Harran und Göbekli Tepe, sowie aus Rettungsgrabungen im Zuge des Südostanatolien-Projekts ausgestellt. 2015 bezog das Museum ein neues Gebäude in der Nisan Fuar Caddesi.

## Geschichte
Die ersten Pläne für eine archäologische Sammlung in Şanlıurfa entstanden 1948. Zunächst wurden die Funde in der Atatürk-Grundschule aufbewahrt, ab 1956 in den Räumen der Şehit-Nüsret-Grundschule. Da der vorhandene Platz nicht ausreichte, wurde 1965 mit dem Bau eines Museumsgebäudes begonnen. Die Ausstellung mit einer Grundfläche von 1500 m² wurde 1969 für Besucher geöffnet. Später wurde noch ein Erweiterungsbau hinzugefügt.

## Ausstellung
In zwei Geschossen und Zwischengeschossen besteht der Ausstellungsraum aus drei Sälen für Archäologie und einem für Ethnografie. Dazu kommen Verwaltungs- und Konferenzräume sowie eine Bibliothek. Im Kellergeschoss sind Lager, Werkstätten und ein Fotolabor untergebracht.
Die Ausstellungsstücke stammen aus den Fundstellen der Umgebung. Die bekanntesten sind Harran, das frühneolithische Nevalı Çori und Göbekli Tepe. Aus Harran ist die bekannte Stele des Nabonid zu sehen, aus Nevalı Çori ein Fragment mit Ritzzeichnungen und zahlreiche Kleinfunde, aus Göbekli Tepe Stelen und Skulpturen, die verschiedene Mischwesen darstellen. Weiterhin gehören Reliefs und Großskulpturen aus hethitischen Fundorten der Umgebung, unter anderem Gölpınar, Sefalı und Kabahaydar, zur Sammlung. Im Außenbereich des Museums sind zahlreiche Kapitelle, Stelen und sonstige Architekturfragmente aus hethitischer über römische bis zur islamischen Zeit ausgestellt. Insgesamt verfügt das Museum über 74.000 Fundstücke.
Das Museum war an mehreren Rettungsgrabungen im Zusammenhang mit dem Bau des Atatürk-Staudamms und der Euphrat-Staustufe Birecik beteiligt, darunter Lidar Höyük, Hassek Höyük und das erwähnte Nevalı Çori. Seit 1995 graben Wissenschaftler des Museums in Zusammenarbeit mit Klaus Schmidt von der Abteilung Istanbul des Deutschen Archäologischen Instituts die über 12.000 Jahre alte Kultstätte am Göbekli Tepe 15 Kilometer nordöstlich von Şanlıurfa aus.

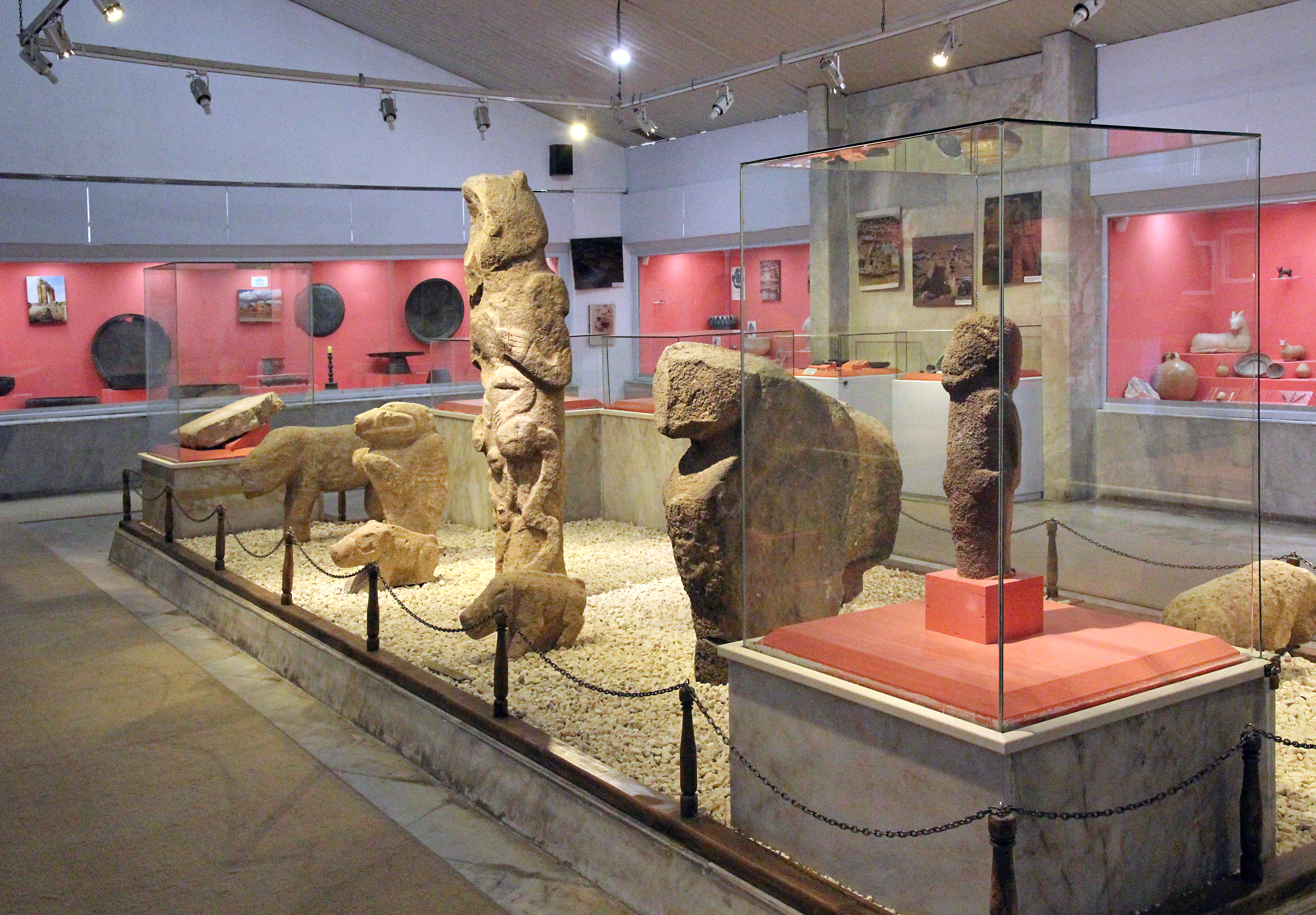
Stelen und Skulpturen aus Göbekli Tepe
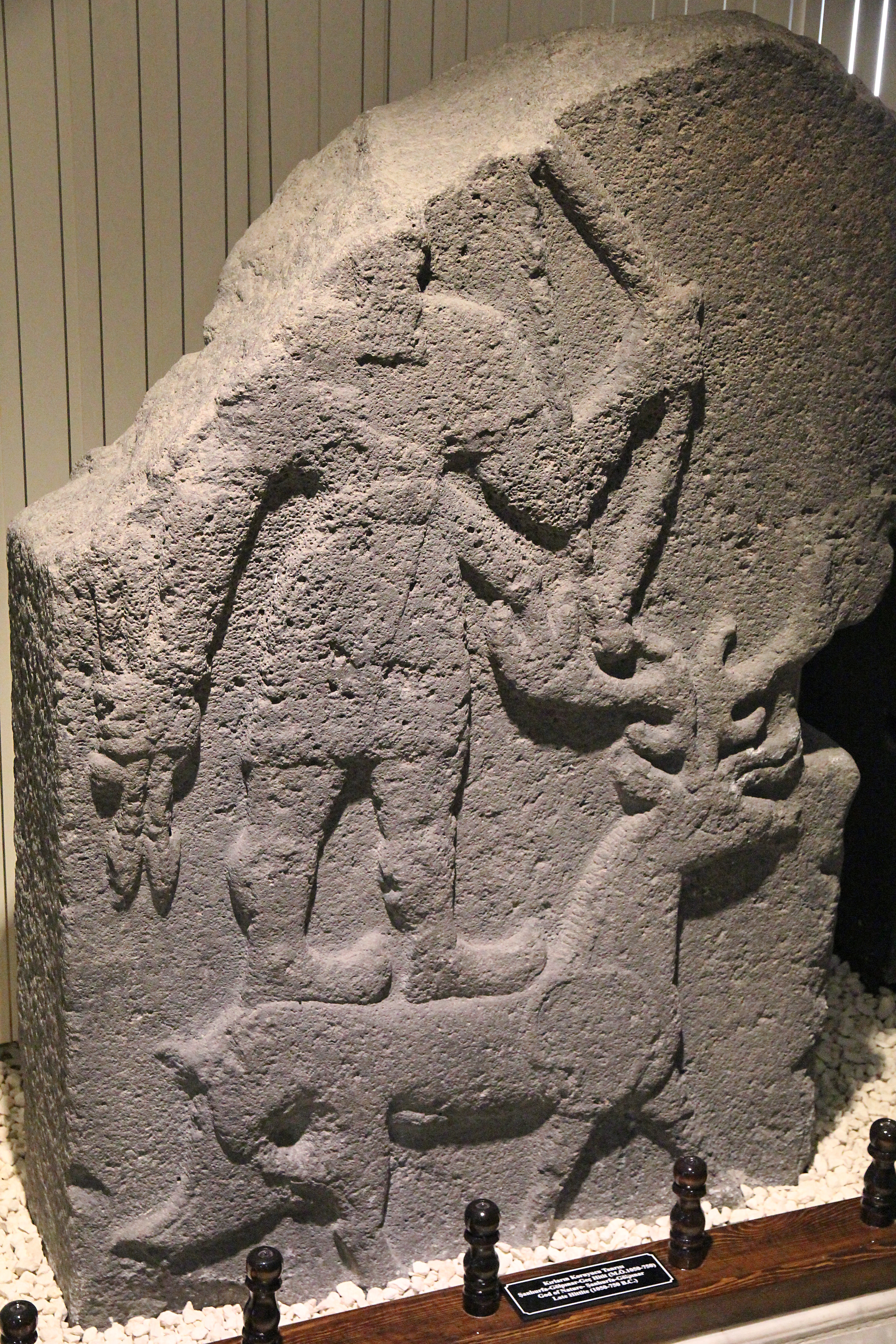
Stele eines hethitischen Naturgottes aus Gölpınar
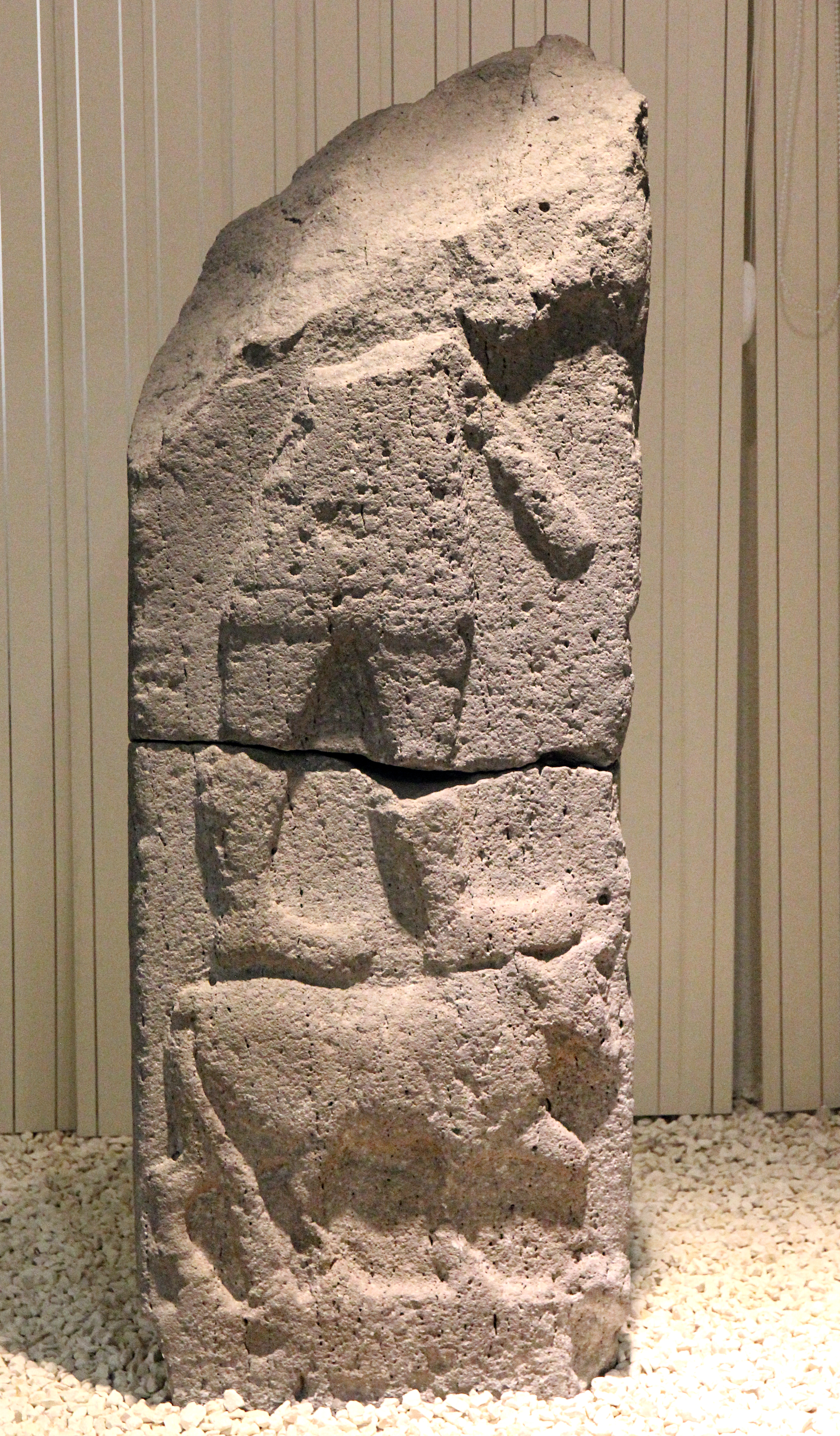
Stele des Wettergottes aus Gölpınar
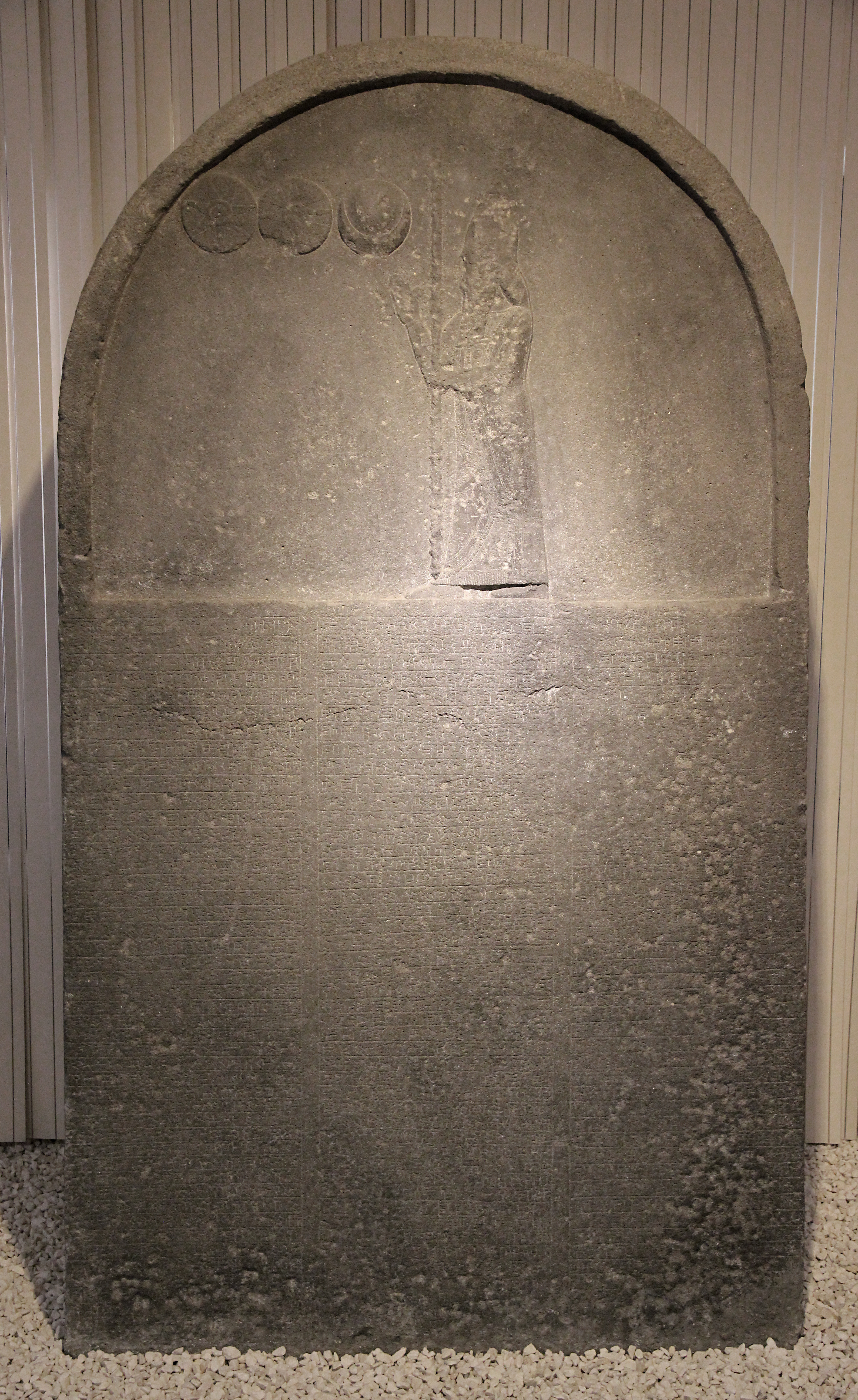
Stele des Nabonid aus Harran
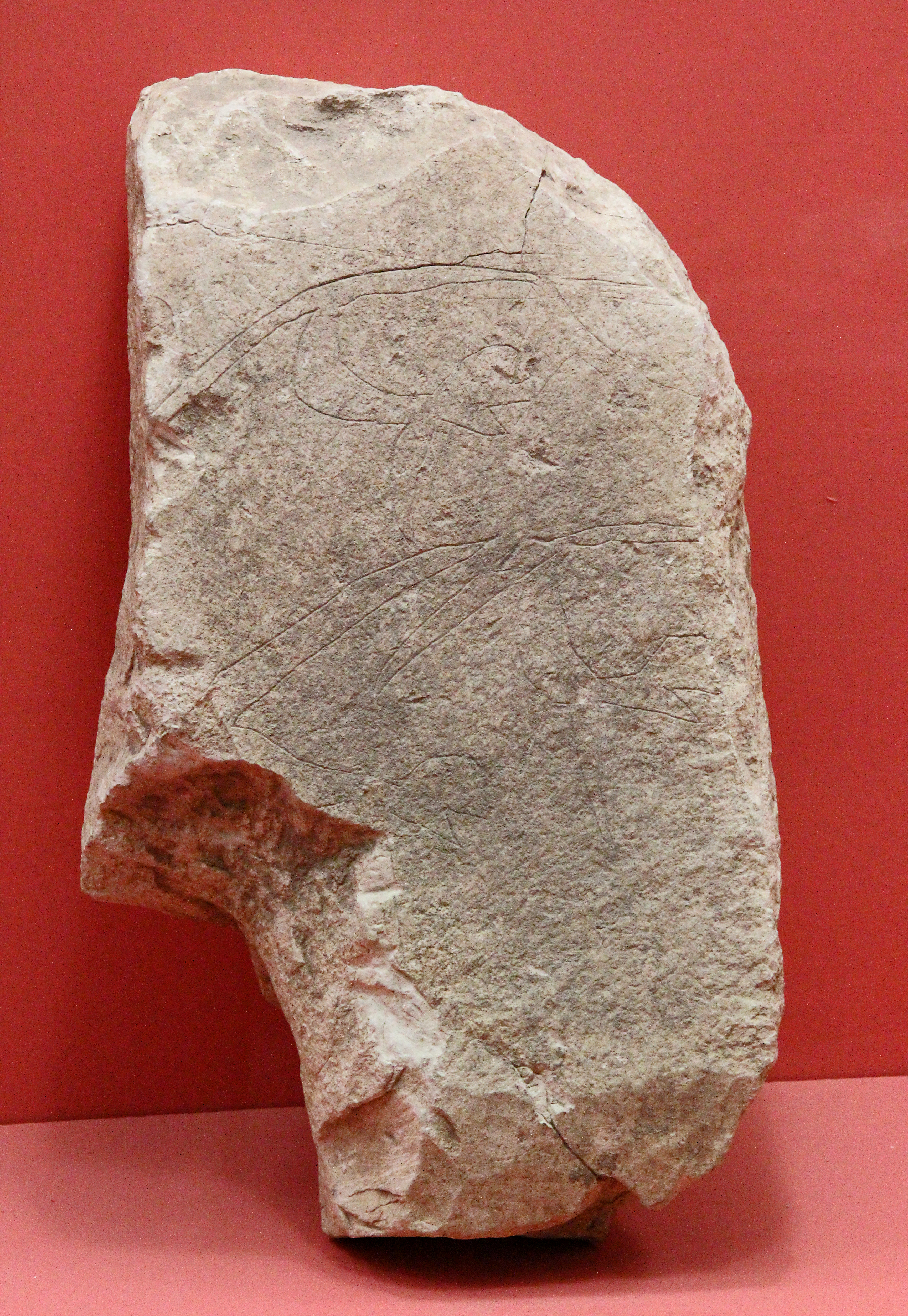
Fragment mit Ritzungen aus Nevalı Çori
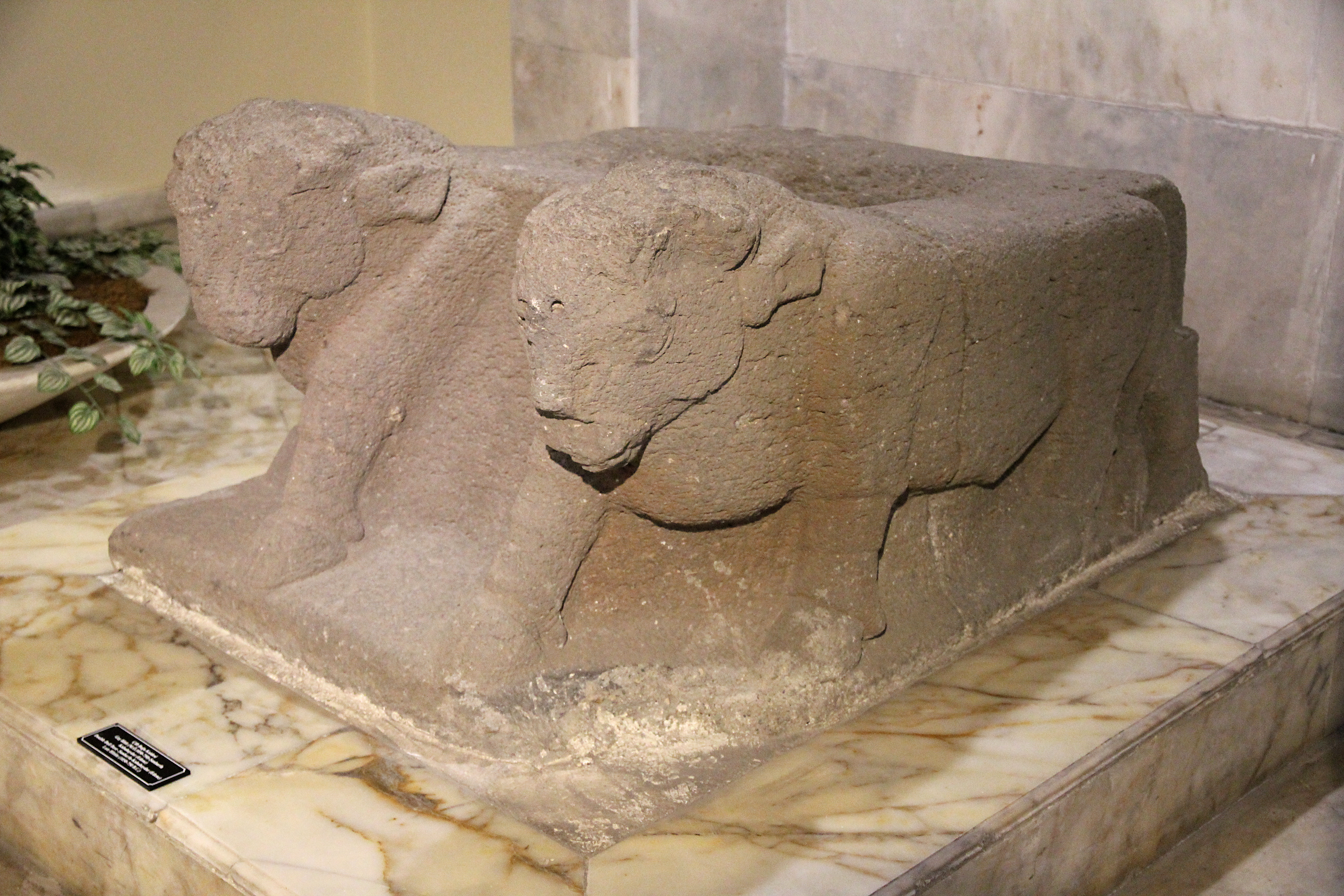
Stierbasis aus Kabahaydar
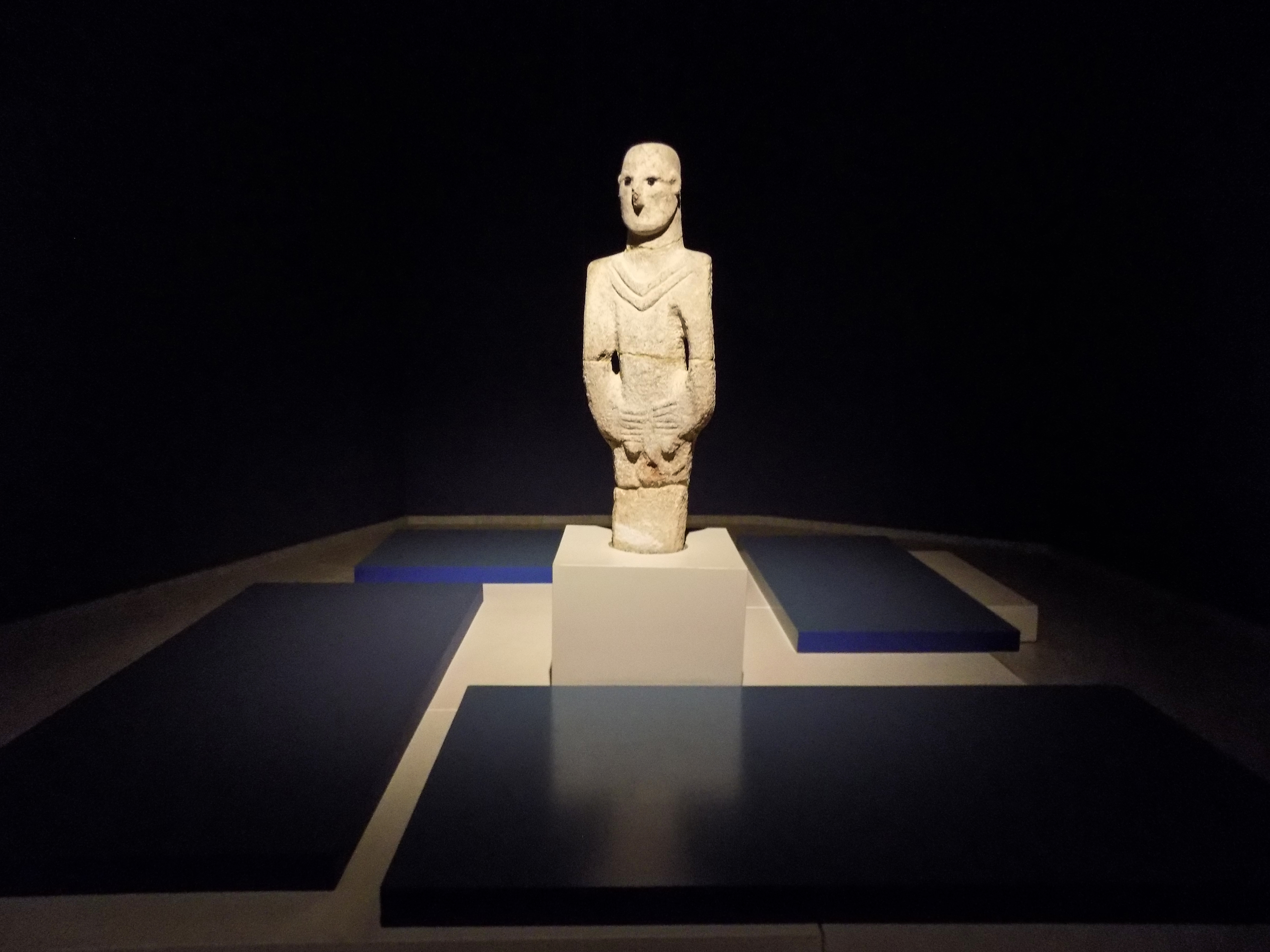
Urfa-Mann

Koordinaten: 37° 9′ 13″ N, 38° 46′ 55″ O